# Mushie
Mushie este un oraș în  provincia Bandundu, Republica Democrată Congo. În 2012 avea o populație de 44 567 de locuitori, iar în 2004 avea 35 428.